# مشولان
شهر مشولان (به فرانسوی: Machelen) در ناحیه اداری ال-ویلوورد  در استان فلومیش بربان  در منطقه فلاندری در کشور بلژیک واقع شده‌است.